# 明神池名水公園
明神池名水公園（みょうじんいけめいすいこうえん）は、熊本県阿蘇郡南阿蘇村大字吉田にある都市公園。「南阿蘇村湧水群」の一つが園内に所在する。

## 概要
南阿蘇村のほぼ中央に位置する。約752平方メートルの園内には湧水が毎分2トン噴出する。元来約5070平方メートルの沼沢池だったが、1953年の昭和28年西日本水害の際の土砂流入や公園整備で現在の広さとなる。
誕生水としても知られ、子宝に恵まれる水とされる。

## 施設・その他
- 佐川官兵衛記念館 - 刀や関連資料、当時の生活用品等を展示
- 群塚神社

## アクセス
- 南阿蘇鉄道高森線阿蘇白川駅から徒歩10分